# Zoetis
Zoetis — американська фармацевтична компанія, найбільший у світі виробник ліків і вакцин для домашніх тварин і худоби. Компанія безпосередньо продає свої товари у більш ніж 100 країнах. Zoetis була дочірньою фірмою Pfizer, проте після 2013 року стала повністю незалежною компанією.

## Історія

### 1950-2000-ті роки
Підрозділ ветеринарних препаратів компанія Pfizer створила у 1952 році. У 1988 році підрозділ було перейменовано на Pfizer Animal Health. У 1995 році він був розширений покупкою Norden Laboratories у GlaxoSmithKline. 

### 2010-ті роки по теперішній час
Про плани відокремлення Pfizer Animal Health в окрему компанію було офіційно оголошено у 2012 році. Нова фірма була названа Zoetis як натяк на латинський зоологічний термін zoetic, що поєднує у собі слова життя та етика. Продаж Zoetis узгоджується з рішенням Pfizer про припинення діяльності інших нефармацевтичних дочірніх компаній з метою економії коштів, залучення капіталу та погашення боргів. Процес було завершено у лютому 2013 року розміщенням акцій Zoetis на Нью-Йоркській фондовій біржі.

#### Придбання інших компаній
У листопаді 2015 року компанія оголосила, що придбає фірму Pharmaq, яка займається лікуванням захворювань аквакультури, за 765 мільйонів доларів.
У 2017 році Zoetis купила ірландську Nexvet, компанію з біологічними технологіями. У тому ж році компанія придбала компанію з робототехніки KL Automation.
У травні 2018 року компанія оголосила про намір придбати Abaxis за 1,9 мільярда доларів.
У серпні 2021 року Zoetis придбала Jurox, збільшивши присутність бізнесу в Новій Зеландії, США, Канаді та Великій Британії. Наступного року компанія купила генетичну фірму Basepaws.

## Діяльність
Компанія є найбільшим у світі виробником медикаментів для тварин. Більш ніж половина продажів (58%) припадає на препарати для котів і собак, 20% — для великої рогатої худоби, 9% — для свиней, 7% — для птахів, 3% — для коней, 2% — для риб. Основними категоріями препаратів є вакцини (22% продажу), засоби проти паразитів — 21%, протиінфекційні препарати — 16%, дерматологічні засоби — 15%.
Головна науково-дослідна лабораторія знаходиться в Каламазу (штат Мічиган), інші лабораторії компанії є ще в низці міст США, а також у Бельгії, Бразилії, Китаї, Австралії, Данії, Іспанії та В'єтнамі. Виробничі потужності знаходяться в Мічигані, Каліфорнії, Айові, Північній Кароліні та Небрасці, а також у Бельгії, Данії, Ірландії, Іспанії, Італії, Норвегії, Австрії, Австралії, Бразилії та КНР.
Основним ринком збуту є США — 53% виторгу, далі йдуть КНР — 5%, Бразилія — 4%, Австралія, Велика Британія, Канада — по 3%, Японія, Німеччина, Чилі, Мексика, Франція, Іспанія — по 2%.

## Продукти
Виробнича мережа Zoetis складається з 28 заводів, які знаходяться у 11 країнах. Багато науково-дослідних установ розташовані разом із виробничими майданчиками, що дозволяє компанії швидко виводити нові продукти на ринок.

Продукти Zoetis включають:
- BoviShield FP
- Cytopoint
- Cerenia
- Convenia
- Dectomax
- Draxxin
- Excede
- Excenel
- Histostat
- Mycitracin
- Palladia
- Pirsue
- A180
- Revolution Pet Medicine
- Rimadyl
- Sileo
- Simplicef
- Slentrol
- Stronghold
- Synulox
- Vanguard

## Благодійна робота
У 2021 році компанія Zoetis заснувала некомерційну організацію Zoetis Foundation, яка націлена на підтримку громад і окремих осіб, які піклуються про тварин. Фонд розподілив близько 14,7 мільйона доларів США у вигляді грантів у 2021-2023 роках. Гранти були виділені на такі цілі, як розширення можливостей для ветеринарів і фермерів, надання підтримки постраждалим від війни в Україні, надання допомоги тим, хто постраждав від землетрусу в Туреччині.